# Missouri Athletic Club
Il Missouri Athletic Club è una polisportiva statunitense, con sede a Saint Louis, nel Missouri.

## Storia

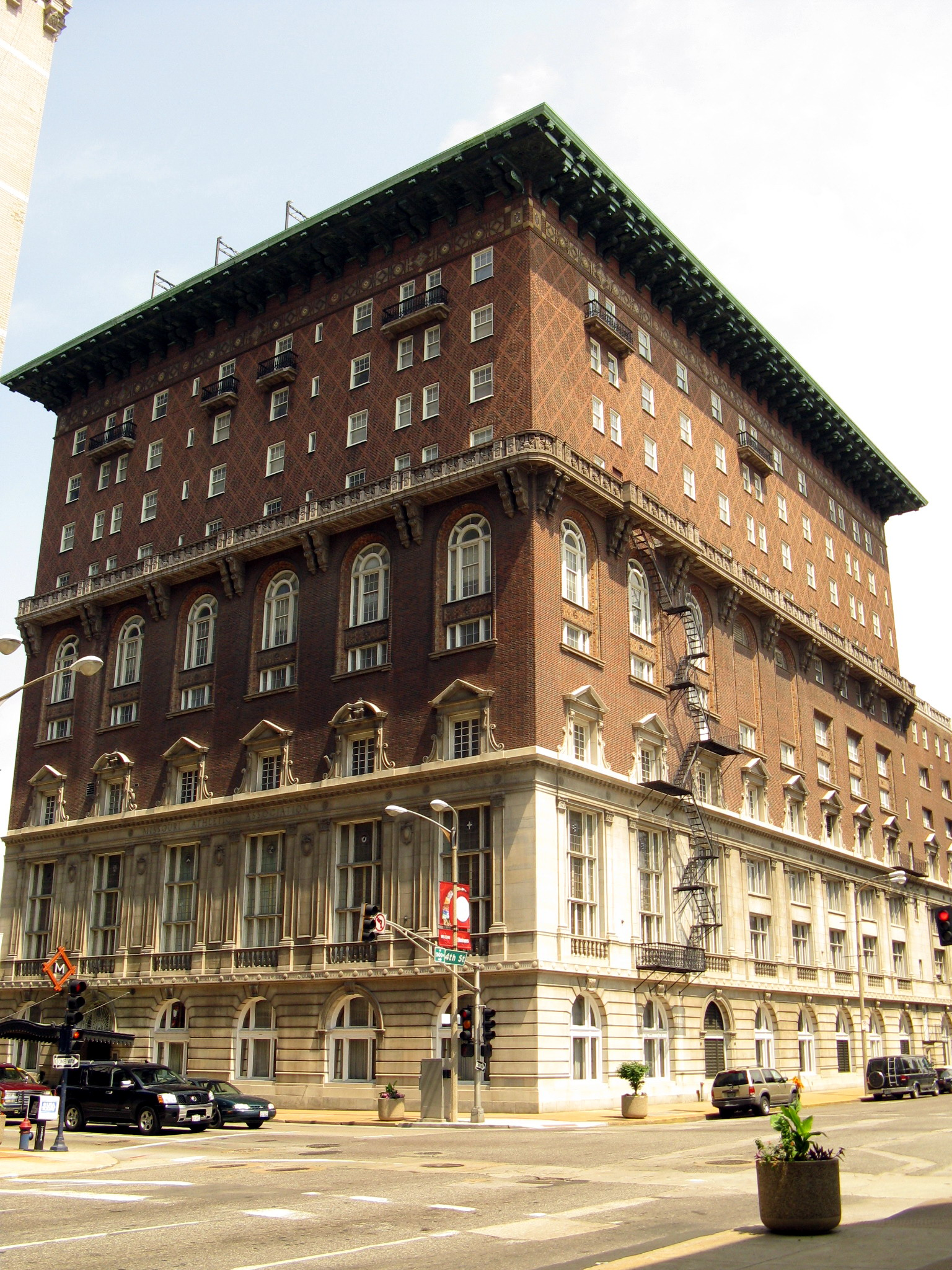
La sede del Missouri Athletic Club.

Il Missouri Athletic Club aprì le sue porte il 13 settembre 1903, pochi mesi prima dell'Esposizione internazionale della Luisiana del 1904, e fa parte dei tradizionali club sportivi statunitensi, presenti in tutte le più importanti città. Il "MAC" è situato al 405 di Washington Avenue di Saint Louis; la struttura originale era composta da una piscina, una palestra, una sala da biliardo e una da bowling, oltre che alcune camere da letto. Cambiò numerose volte il suo nome, nel corso della sua storia centenaria, come "St. Louis Athletic Club" e "Missouri Athletic Association".
Le prime gare a cui parteciparono gli sportivi del Missouri Athletic Club furono quelle della III Olimpiade, tenutasi a Saint Louis nel 1904, contemporaneamente all'Esposizione internazionale. La squadra partecipò alle gare di nuoto e di pallanuoto, vincendo due medaglie di bronzo, una nella staffetta 4x50 iarde stile libero, e una nel torneo di pallanuoto, dopo essere stata sconfitta in semifinale dal New York Athletic Club. I componenti della squadra di nuoto erano Gwynne Evans, Bill Orthwein, Amedee Reyburn e Marquard Schwarz, mentre la squadra di pallanuoto era composta da John Meyers, Manfred Toeppen, Gwynne Evans, Amedee Reyburn, Fred Schreiner, Gus Goessling e Bill Orthwein. Cominciò così una lunga tradizione di atleti, che parteciparono a eventi sia internazionali come le Olimpiadi, sia locali, come i Amateur Athletic Union.
Nel marzo 1914 un incendio distrusse la struttura originaria; due settimane dopo l'estinzione dell'incendio un comitato si adoperò per erigere una nuova e più elaborata sede. I soldi vennero per lo più da importanti uomini d'affari di Saint Louis, come August Busch. La nuova struttura aprì il 1º marzo 1916 con un ricevimento a cui parteciparono circa 5000 persone. I membri divennero circa 3500 nel 1920, tra cui Harry Truman, futuro presidente degli Stati Uniti. Il Missouri Athletic Club continua rappresentare un nodo centrale nella vita sociale, economica e sportiva di Saint Louis.